# Белаш (Португалія)
Белаш (порт. Belas; МФА: [ˈbe.ɫɐʃ]) — парафія в Португалії, у муніципалітеті Сінтра. Розташована в західній частині країни, на теренах історичної португальської провінції Ештремадура. Входить до складу округу Лісабон. За адміністративним поділом, чинним до 1976 року, терени парафії були складовою провінції Ештремадура. Належить до Лісабонського патріархату Католицької церкви. Патрон — Діва Марія. Площа — 22,8385 км². Населення — 26087 ос. (2011). Сильно урбанізований регіон. Густота населення — 1142,24 осіб/км²
. Код — 111104.

## Населення
| Кількість мешканців | Кількість мешканців | Кількість мешканців | Кількість мешканців | Кількість мешканців | Кількість мешканців | Кількість мешканців | Кількість мешканців | Кількість мешканців | Кількість мешканців | Кількість мешканців | Кількість мешканців | Кількість мешканців | Кількість мешканців | Кількість мешканців |
| ------------------- | ------------------- | ------------------- | ------------------- | ------------------- | ------------------- | ------------------- | ------------------- | ------------------- | ------------------- | ------------------- | ------------------- | ------------------- | ------------------- | ------------------- |
| 1864                | 1878                | 1890                | 1900                | 1911                | 1920                | 1930                | 1940                | 1950                | 1960                | 1970                | 1981                | 1991                | 2001                | 2011                |
| 2 717               | 2 643               | 2 508               | 3 462               | 4 688               | 4 409               | 3 832               | 5 161               | 8 514               | 7 509               | 10 329              | 16 838              | 18 645              | 21 172              | 26 087              |